# Fiera Milano
Fiera Milano S.p.A. è un operatore fieristico italiano. La controllante "Ente autonomo Fiera internazionale di Milano" opera quale fondazione, dunque soggetto di diritto privato, il cui presidente è nominato dal Consiglio regionale della Lombardia, su designazione della Giunta, e d'intesa con il comune di Milano.
Dal 12 dicembre 2002 Fiera Milano è una società quotata alla Borsa Italiana, dove è presente negli indici FTSE Italia STAR e FTSE Italia Small Cap.

## Storia

### Gli inizi
Nel 1881 si svolse a Milano l'Esposizione Nazionale ai Giardini Pubblici Indro Montanelli. La prima iniziativa nota, intesa a promuovere a Milano una "Fiera Campionaria Industriale ed Agricola italiana" sul modello di quelle realizzate negli anni precedenti a Lipsia, Lione e Londra, prese corpo negli ambienti della Camera di Commercio durante la primavera del 1916. Sempre ai Bastioni, nel 1920 si svolse la prima fiera campionaria organizzata da un ente apposito, il regio Ente Autonomo Fiera Internazionale di Milano su iniziativa di otto imprenditori.
Tre anni più tardi l'Ente sposta in via definitiva l'esposizione nella Nuova Piazza d'Armi, zona che da allora e per decenni verrà conosciuta come Fiera Campionaria di Milano, vicino all'attuale stazione della metropolitana di Amendola.

### Il Novecento
Durante gli anni sessanta e settanta la Fiera Campionaria di Milano diventa un volano decisivo del boom industriale italiano, affermandosi all'estero come la vetrina più nota e prestigiosa del Made in Italy. Nel 1985 la Fiera Campionaria lascia spazio alla grande Fiera d'Aprile, che segna il passaggio dell'attività espositiva dalla formula della mostra campionaria a quella delle manifestazioni settoriali specializzate. Le mostre di settore, che coprono numerosi comparti produttivi, si impongono definitivamente nel calendario di Fiera Milano a partire dal 1991.
Nel settembre 1997 vennero aperti altri padiglioni in zona Nord-Ovest al Portello (ex area Alfa Romeo) che incrementano la capacità espositiva di Fiera Milano di 74.000 m². L'opera viene realizzata senza contributi pubblici. 1999-2000: inizia il grande cambiamento. L'Ente Autonomo Fiera Internazionale di Milano si dota infatti di un nuovo statuto, in cui si riconosce Fondazione. La Fondazione Fiera Milano è proprietaria degli immobili e dei marchi, ma non esercita attività operative che affida alla controllata Fiera Milano S.p.A.

### Il gruppo Fiera Milano e la quotazione in Borsa
Nell'ottobre del 2000 diventa operativa Fiera Milano S.p.A., responsabile della gestione degli spazi espositivi e dei servizi fieristici. Fiera Milano Spa prende in affitto da Fondazione strutture e ramo d'azienda e opera come società di servizi, in una logica di efficienza e profitto.
Nel mese successivo Fiera Milano S.p.A. costituisce la società internet Expopage S.p.A.. Parte così un processo che durerà un paio d'anni e porterà alla nascita del Gruppo Fiera Milano. Si tratta di una realtà articolata costituita da società tramite le quali la capogruppo Fiera Milano S.p.A. presidia tutta la filiera espositivo-congressuale: dalla gestione degli spazi espositivi e convegnistici all'organizzazione di mostre alla produzione ed erogazione di servizi specialistici nei campi degli allestimenti, della ristorazione, della promozione, di internet e dell'editoria specializzata (a cui è stato dato un forte impulso nel 2007-2008 con l'acquisizione di editori di pubblicazioni tecniche rivolte a settori presidiati da Fiera Milano con note manifestazioni).
Nel novembre del 2002, le autorità di Borsa ammettono Fiera Milano SpA alla quotazione sul Mercato Telematico Azionario, nell'indice FTSE Italia STAR. Il collocamento avviene con pieno successo il 12 dicembre 2002. Fiera Milano SpA è il primo grande operatore fieristico in Italia e uno dei pochissimi al mondo, ad entrare in Borsa.

### Dal nuovo quartiere espositivo all'Expo 2015
Nel marzo del 2005 viene inaugurato il nuovo quartiere espositivo fieramilano, un complesso in grado di offrire 200 000 metri quadrati netti espositivi coperti più 60 000 all'aperto ed un vasto centro congressuale. Il complesso viene costruito a tempo di record a Rho-Pero, nell'immediato hinterland della metropoli. Il quartiere, collegato alla città dal metrò e dalla ferrovia con convogli che transitano dalla stazione milanese di Porta Garibaldi, da inizio 2006 gira a pieno ritmo con successo. Gli operatori apprezzano funzionalità e flessibilità degli spazi, i servizi tecnologici capillarmente distribuiti, la razionale logistica del complesso, che agevola allestimenti e smobilitazioni, la facile accessibilità e l'ampia disponibilità di parcheggi.
Nel gennaio del 2008, Fiera Milano sottoscrive l'accordo di compartecipazione con Deutsche Messe, proprietaria del quartiere espositivo di Hannover. Si tratta di un accordo senza precedenti, diretto allo sviluppo dell'attività fieristica di Milano e Hannover sui grandi mercati extraeuropei di Cina, India, Brasile e Russia. La partnership dà vita a due società operative che organizzano mostre professionali in Cina e in India.
Due mesi dopo, Milano vince l'Esposizione Universale del 2015. Fiera Milano svolgerà un ruolo attivo nella promozione e realizzazione dell'Esposizione universale, destinata a rilanciare la città sulla scena internazionale e ad accelerare il suo rinnovamento urbanistico e infrastrutturale. Fiera Milano metterà aree all'interno del quartiere a disposizione dell'Expo, il cui villaggio sorgerà su una vasta area limitrofa al quartiere espositivo, e garantirà all'Esposizione universale il suo know-how nella promozione internazionale dell'evento e nei servizi di supporto, tra i quali gli allestimenti e la gestione delle attività del Centro Congressi e dell’Auditorium.

### La riorganizzazione e il rilancio
La crescente concorrenza nel mercato espositivo e l'emergere di nuove esigenze e modalità di comunicazione e promozione delle imprese inducono Fiera Milano a ripensare la propria organizzazione interna e l'offerta di servizi. Si innesca così un processo di trasformazione che trova un catalizzatore nella grave crisi economica globale del 2008-2009. Riduzione e rigido controllo dei costi operativi; snellimento del Gruppo attraverso accorpamenti delle società controllate; individuazione di nuove aree di business; riposizionamento delle manifestazioni di punta e rafforzamento del portafoglio mostre; accelerazione dell'internazionalizzazione attraverso l'acquisizione di un affermato organizzatore di mostre professionali in Brasile e partnership commerciali in Russia e India.
Negli anni più recenti i nuovi vertici della Società presentano al mercato un nuovo Piano Strategico 2018-2022. Il Piano si focalizza su quattro linee strategiche: sviluppo del portafoglio di manifestazioni di terzi e del business congressuale; valorizzazione dei servizi; rafforzamento delle manifestazioni direttamente organizzate; espansione del business internazionale.

## L'ospedale COVID-19
Nel marzo 2020, in occasione della pandemia di COVID-19, Fondazione Fiera Milano, per volere della Regione Lombardia, in collaborazione con Fondazione IRCCS Ca' Granda Ospedale Maggiore Policlinico, ha messo a disposizione i padiglioni 1 e 2 del Portello a Fieramilanocity per affrontare l'emergenza della relativa carenza di posti letto nei reparti di rianimazione negli ospedali della Lombardia, per un totale di 25.000 metri quadri di superficie. Nei padiglioni sono stati allestiti 4 moduli ospedalieri appositamente attrezzati per i malati acuti, e tutti i servizi necessari per il personale medico-ospedaliero, per un totale di 205 posti letto, gestiti dal Policlinico di Milano.
Si tratta di un ospedale a tutti gli effetti, in grado di essere operativo a 360 gradi. Non solo una degenza per i ricoverati da coronavirus, ma una struttura in grado di curare ogni altra patologia correlata.

## Servizi
Fiera Milano opera in quattro diverse aree di business.
- Spazi e Manifestazioni. Affitto di spazi e servizi correlati ad organizzatori di manifestazioni e organizzazione diretta di manifestazioni fieristiche.
- Congressi. Gestione di convention e congressi.
- Servizi di allestimento.
- Media Company. Una piattaforma di comunicazione multicanale, che include pubblicazioni, web e convegni.

## Quartieri fieristici

### Fiera Milano Città
Della vecchia Fiera Campionaria è rimasto il polo Fiera Milano Città, situato in zona Portello, nell'area nord-occidentale del comune di Milano. Si divide nell'area storica e nell'area del Portello, costruita negli anni ottanta.
Il polo è servito da due fermate della linea 1 della metropolitana (Amendola Fiera Milano Città e Lotto Fiera Milano Città), due fermate della linea 5 della metropolitana (Portello Ex-Alfa Romeo e Lotto Fiera Milano Città) e da una fermata delle linee S, Milano Domodossola (S3 ed S4 - Ex Milano Nord Domodossola-Fiera).
L'area storica è stata abbattuta tra il 2007 e il 2008, il 25 maggio 2008 è stato fatto brillare il padiglione 20. L'area demolita ha lasciato il posto al progetto di riqualificazione urbanistica di Vita Urbana, che prevede la creazione di tre grattacieli e di un grande parco pubblico.

### Fieramilano Rho-Pero
Il quartiere espositivo fieramilano è situato in un'area al confine tra i comuni di Rho e Pero, a ridosso dell'autostrada A4 e vicina alla Tangenziale Ovest e alla ferrovia Torino-Milano.
È collegata al centro cittadino con la linea 1 della metropolitana, fermata Rho Fieramilano. È attiva anche la stazione ferroviaria "Rho Fiera", che è fermata delle linee S (S5 ed S6) e dei convogli dell'Alta Velocità.
Inaugurato nel 2005, il complesso progettato dall'architetto Massimiliano Fuksas prevede otto padiglioni praticamente senza colonne che mettono a disposizione un totale di 345.000 metri quadrati lordi espositivi coperti e sessantamila all'aperto, 74 sale riunione di cui 10 nel Centro convegni Stella polare, 84 punti di ristorazione, circa 14 000 parcheggi visitatori e 5 000 per gli espositori.
Nelle vicinanze ed all'interno del complesso si è svolto l'Expo 2015.